# Declaração de Arbroath
A Declaração de Arbroath (em latim: Declaratio Arbroathis: em inglês: Declaration of Arbroath; gaélico escocês: Tiomnadh Bhruis) é o nome geralmente dado a uma carta, datada de 6 de abril de 1320 em Arbroath, escrita por barões escoceses e endereçada ao Papa João XXII. Constituiu a resposta do rei Roberto I à sua excomunhão por desobedecer à exigência do papa em 1317 por uma trégua na Primeira Guerra da Independência Escocesa. A carta afirmava a antiguidade da independência do Reino da Escócia, denunciando as tentativas inglesas de subjugá-lo.
Geralmente acredita-se ter sido escrita na Abadia de Arbroath por Bernard de Kilwinning (ou de Linton), então Chanceler da Escócia e Abade de Arbroath, e selada por cinquenta e um magnatas e nobres, a carta é a única sobrevivente de três no momento. As outras eram uma carta do rei dos escoceses, Robert I, e uma carta de quatro bispos escoceses, todos com pontos semelhantes. A Declaração pretendia afirmar o status da Escócia como um estado independente e soberano e defender a Escócia direito de usar a ação militar quando injustamente atacado.

Apresentada em latim, a Declaração era pouco conhecida até o final do século XVII e não é mencionada por nenhum dos principais historiadores do século XVI da Escócia. Na década de 1680, o texto latino foi impresso pela primeira vez e traduzido para o inglês na esteira da  Revolução Gloriosa, após o que às vezes foi descrito como uma declaração de independência.